# Sistema d'Espais Naturals Protegits de Catalunya
El Sistema d'espais naturals protegits de Catalunya és una de les peces cabdals que sustenten la conservació de la biodiversitat a Catalunya. El patrimoni natural de Catalunya és excepcionalment divers a causa de la seva situació geogràfica, que abasta tant l'alta muntanya com els espais fluvials, litorals i marins, els hàbitats agraris humanitzats, les zones humides, els boscos, bosquines, prats i pastures. Aquest entramat bàsic del territori ha de poder conviure i sobreviure a les exigències de la societat i conservar-ne els valors.
Els espais naturals protegits de Catalunya s'han definit per les seves característiques geomorfològiques o paisatgístiques i la seva riquesa en espècies de flora, fauna i hàbitats i, entre tots ells, acullen els ecosistemes en millor estat de conservació, amb més biodiversitat d'organismes i hàbitats i més representatius del patrimoni del país.
Un Sistema d'espais naturals protegits estructurat i dotat de coherència és el principal pilar per assolir la conservació de la biodiversitat i el patrimoni natural, en el qual els espais protegits compleixen la seva funció com a instruments per a l'ordenació dels recursos naturals. La planificació del sistema inclou les relacions entre les diferents unitats i les categories dels espais naturals protegits i, també, els vincles amb altres categories i plans del territori.

## Configuració
L'origen del sistema d'espais naturals protegits propi de Catalunya cal situar-lo en la promulgació de la Llei 12/1985, d'espais naturals (modificada posteriorment per la Llei 12/2006, de 27 de juliol, de mesures en matèria de medi ambient), que definia una sèrie de figures de protecció especial (parc nacional, paratges naturals d'interès nacional, reserves naturals i parcs naturals), anomenats espais naturals de protecció especial (ENPE) amb un nivell de protecció elevat i dotats d'instruments jurídics i de gestió propi que permeten fer una gestió activa al territori. Posteriorment, el 1992 Catalunya va fer un salt endavant, innovador dins el territori estatal i referent en molts llocs d'Europa, aprovant el Pla d'espais d'interès natural (PEIN). Lògicament, tots els espais naturals d'especial protecció declarats formen part del PEIN.
El PEIN va ser aprovat pel Decret 328/1992, de 14 de desembre, pel qual s'aprova el Pla d'espais d'interès natural, per bé que des d'aleshores el seu àmbit s'ha ampliat considerablement i les normes han estat modificades puntualment amb decrets successius. Jurídicament, el PEIN té els orígens en la determinació legal que fa la Llei 12/1985, de 13 de juny, d'espais naturals.
D'altra banda, el PEIN és un pla territorial sectorial i s'equipara a altres instruments d'aquest tipus que es deriven la Llei 23/1983, de 21 de novembre, de política territorial. En el context de la planificació territorial, el PEIN esdevé un dels instruments de desplegament del Pla territorial general de Catalunya (aprovat pel Parlament de Catalunya l'any 1995). D'aquesta manera, les seves determinacions tenen caràcter vinculant per a tots els altres instruments de planificació física del territori.
Les normes del PEIN estableixen un règim de protecció bàsic aplicable en la totalitat del seu àmbit. Aquest règim de protecció general pot completar-se en cada espai o conjunt d'espais mitjançant dues vies:
1. La formulació de plans especials de protecció del medi natural i el paisatge, que proporcionen als espais una ordenació d'usos i normes de protecció específiques.
2. La declaració d'espais de protecció especial (parcs nacionals, paratges naturals d'interès nacional, reserves o parcs naturals), la qual cosa que comporta que els espais passin a tenir una regulació jurídica pròpia i una gestió individualitzada per preservar i potenciar els seus valors.

En paral·lel, la integració de l'Estat espanyol a la Unió Europea va significar la transposició de les diverses directives comunitàries de protecció ambiental, entre les quals la Directiva aus de 1979 i la Directiva d'hàbitats de 1992, que donaren lloc a la xarxa Natura 2000, sistema d'espais naturals protegits d'abast comunitari i transnacional destinat a protegir hàbitats i espècies declarats d'interès i prioritaris en l'àmbit de la Unió. Catalunya, lògicament, ha hagut de fer els deures durant un llarg procés encara sense finalitzar, en la qual s'han de declarar zones especials de conservació, derivades dels llocs d'importància comunitària (designats per raó de la Directiva d'hàbitats).
L'existència d'una complicada arquitectura de protecció d'espais naturals ha motivat la necessitat d'harmonització, de manera que, mentre s'acaba el procés d'aprovació de les zones especials de conservació, tots els espais derivats de la xarxa Natura 2000 s'han inclòs en el Pla d'espais d'interès natural.

## Funcions
Entre les funcions del sistema d'espais naturals protegits destaquen, com a primordials, la conservació de la biodiversitat i del patrimoni natural (espècies de fauna i flora, hàbitats, patrimoni geològic).
Tanmateix, n'hi ha d'altres d'igualment importants i estratègiques: El reconeixement del valor cultural del territori (tant els jaciments arqueològics, monuments històrics, civils. religiosos, etc. com el patrimoni cultural immaterial, bé sigui de tipus històric, lingüístic, artístic, estètic, social, religiós o espiritual); la conservació dels serveis ambientals dels ecosistemes (d'abastament, de regulació i control, de suport i culturals); l'oportunitat per a l'educació i la sensibilització ambiental i la recerca per la conservació i la gestió; la posada en valor d'activitats socials molt arrelades i de gran tradició al nostre país com l'excursionisme, activitats de lleure i artístiques; la compatibilització de les activitats ordinàries d'explotació dels recursos naturals i altres amb la conservació; l'oportunitat de la participació local en la conservació de la natura, etc. En alguns supòsits, els espais naturals protegits tenen com a objectiu el desenvolupament sostenible de zones rurals socioeconòmicament deprimides. De manera general, els espais naturals protegits representen un model determinat de gestió del territori.

## Protecció especial
Els espais naturals de proteccció especial (els ENPE) són un tipus "especial" d'espais naturals protegits, designats específicament pel seu interès científic, ecològic, cultural, educatiu, paisatgístic i recreatiu, amb l'objectiu de dotar-los d'uns règims de protecció i de gestió adequats a aquestes característiques. Formen part del sistema d'espais naturals protegits de Catalunya i, juntament amb la resta dels ENP i el territori de Natura 2000, configuren tot el sistema d'espais naturals protegits de Catalunya.
Els ENPE tenen una de protecció superior que la resta dels espais naturals protegits i compte amb una regulació jurídica pròpia i una gestió individualitzada i especialment acurada. La norma que els designa i n'estableix les categories és la Llei 12/1985, d'espais naturals, que determina les figures de parcs nacionals, parcs naturals, paratges naturals d'interès nacional i reserves naturals que conformen una superfície de 284.774 hectàrees terrestres i 6.020 hectàrees marines en el context del territori català.
La Llei 12/1985, d'espais naturals, estableix 4 categories d'espais naturals de protecció especial (ENPE) i, actualment, al territori català hi ha un total de 73 ENPES distribuïts en Parc nacional (1), Parcs naturals (14), Reserves naturals (64) i Paratges naturals d'interès nacional (7)

## Cartografia
Els espais naturals protegits ocupen prop d'un 30% de l'àmbit terrestre de Catalunya i prop d'un 10% de l'àmbit marí (delimitat per les 12 milles nàutiques del mar territorial de l'Estat espanyol). Tenint en compte aquest gran abast territorial i la difusió extraordinària de les eines de localització i consulta geogràfica dels darrers anys, és molt important posar a disposició de tothom (administracions, àmbits professionals, acadèmics i públic en general) les eines cartogràfiques necessàries per poder localitzar adequadament els espais naturals protegits del nostre territori (els espais naturals de protecció especial, els espais del Pla d'espais d'interès natural i els espais de la xarxa Natura 2000). Són diverses les eines cartogràfiques que s'ofereixen, des de les més especialitzades, les bases cartogràfiques en format SIG (sistemes d'informació geogràfica) i CAD(disseny assistit per ordinador) fins a les més senzilles d'utilitzar, els visors cartogràfics.